# Cheap Trick (album)
Cheap Trick is het debuutalbum van de Amerikaanse band Cheap Trick, uitgebracht op 3 februari 1977 door Epic Records en geproduceerd door Jack Douglas.

## Nummers
| Nr. | Titel                                              |
| --- | -------------------------------------------------- |
| 1.  | "Hot Love"                                         |
| 2.  | "Speak Now or Forever Hold Your Peace"             |
| 3.  | "He's a Whore"                                     |
| 4.  | "Mandocello"                                       |
| 5.  | "The Ballad of TV Violence (I'm Not the Only Boy)" |
| 6.  | "ELO Kiddies"                                      |
| 7.  | "Daddy Should Have Stayed in High School"          |
| 8.  | "Taxman, Mr. Thief"                                |
| 9.  | "Cry, Cry"                                         |
| 10. | "Oh, Candy"                                        |

## Hitnoteringen
Cheap Trick haalde de Billboard 200 niet, maar piekte op 207 in april 1977 op de "Bubble Under Billboard 200 Chart".
In Japan haalde het album de gouden status.